# Bobbi Gibb

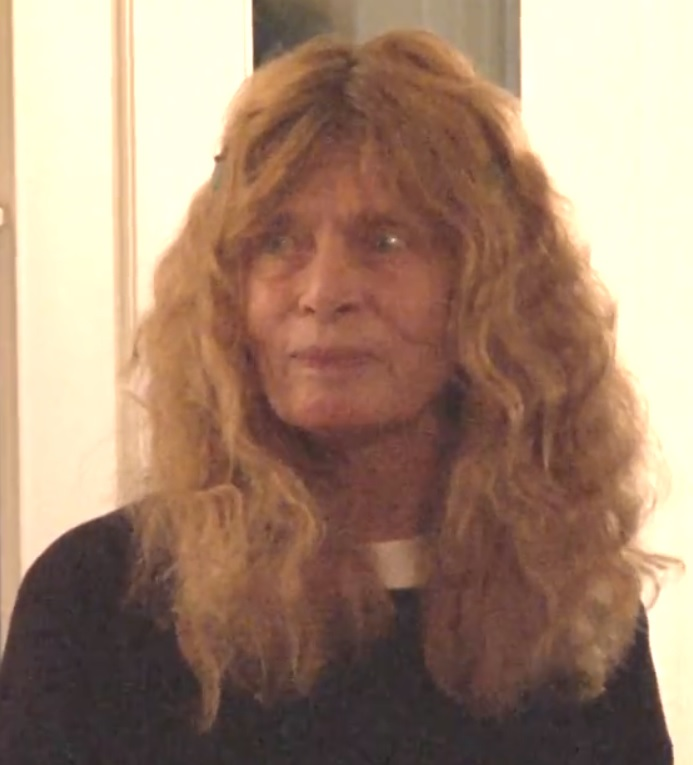
Bobbi Gibb (2016)

Roberta Louise Gibb (* 2. November 1942) ist eine ehemalige amerikanische Läuferin, die im Jahre 1966 als erste Frau den gesamten Boston-Marathon gelaufen ist. Sie wird von der Boston Athletic Association (B.A.A.) als Siegerin der so genannten pre-sanctioned era der Frauen in den Jahren 1966, 1967 und 1968 anerkannt. Die pre-sanctioned era umfasste die Jahre von 1966 bis 1971, in der Frauen gemäß der damals geltenden Regeln zwar nicht im Marathon starten durften, es aber dennoch erfolgreich taten. Im Jahr 1996 erkannte die B.A.A. rückwirkend die Frauen als Champions an, die in den Jahren 1966 bis 1971 als erste Frauen durchs Ziel gingen.
Gibbs Lauf im Jahr 1966 stellte die vorherrschenden Vorurteile und falschen Vorstellungen über die sportlichen Fähigkeiten von Frauen in Frage.
Im Jahr 1967 kam sie fast eine Stunde vor Kathrine Switzer ins Ziel. Im Jahr 1968 belegte Gibb den ersten Platz unter fünf Frauen, die den Marathon liefen. Erst Ende 1971 änderte die Amateur Athletic Union aufgrund einer Petition von Nina Kuscsik ihre Regeln und begann, die Teilnahme an Marathons für Frauen zu genehmigen. Kuscsik gewann den ersten von der AAU genehmigten Frauenmarathon in Boston 1972.

## Leben
Geboren in Cambridge, Massachusetts, wuchs Gibb in den 1940er und 1950er Jahren in den Vororten von Boston auf. Sie studierte am Boston Museum of Fine Arts und an der Tufts University School of Special Studies. Ihr Vater war Professor für Chemie an der Tufts University. 1962 lernte sie beim Trampen den Mittelstreckenläufer William Bingay kennen, der von der Blaubeerernte in Nova Scotia zurückkam. Der Kommilitone an der Tufts University trat später in die US-Marine ein und wurde ihr erster Ehemann. Sie heirateten am 5. Februar 1966 in Kalifornien.
Gibb lief bereits früh lange Strecken. Zu ihrem Lauftraining gehörte auch der tägliche Schulweg von acht Meilen. Sie lief in weißen Lederschuhen des Roten Kreuzes für Krankenschwestern, da es zu dieser Zeit keine Laufschuhe für Frauen gab.

### Boston Marathons
Vor 1966 war der längste von der Amateur Athletic Union (AAU) genehmigte Lauf für Frauen eineinhalb Meilen lang. Bis 1972, als der erste Marathon für Frauen freigegeben wurde, war der Boston-Marathon ein Rennen der AAU für Männer. Nach den Regeln der AAU waren Frauen nicht für die Teilnahme an Männerläufen qualifiziert.
Gibb trainierte zwei Jahre lang für den Boston-Marathon und legte dabei bis zu 40 Meilen an einem Tag zurück. Als sie sich im Februar 1966 anmeldete, erhielt sie ein Schreiben des Renndirektors Will Cloney, in dem er ihr mitteilte, dass Frauen physiologisch nicht in der Lage seien, Marathonstrecken zu laufen, und dass nach den von der AAU aufgestellten Regeln für den Amateursport Frauen nicht mehr als eineinhalb Meilen im Wettkampf laufen dürften. Vor diesem Hintergrund empfand sie ihre Teilnahme als wichtiger denn je und ordnete ihr eine gesellschaftliche Bedeutung zu, die weit über ihre persönliche Herausforderung hinausging.
Nach drei Nächten und vier Tagen im Bus von San Diego, Kalifornien, kam Gibb am Tag vor dem Lauf in ihrem Elternhaus in Winchester, Massachusetts, an. Am Morgen des Patriots’ Day, dem 19. April 1966, setzte ihre Mutter sie am Start in Hopkinton ab. Sie trug die Bermudashorts ihres Bruders und ein blaues Sweatshirt mit Kapuze über einem schwarzen Badeanzug mit Tank-Top und versteckte sich in den Büschen in der Nähe des Startbereichs. Nachdem der Startschuss gefallen war, wartete sie, bis etwa die Hälfte der Teilnehmer gestartet war und sprang dann ins Rennen.
Die Männer erkannten bald, dass sie eine Frau war. Ermutigt durch ihre Freundlichkeit und Unterstützung, zog sie ihren Hoodie aus. Zu ihrer Freude und Erleichterung jubelte die Menge, als sie eine Frau laufen sah. Die Presse begann, über ihre Fortschritte auf dem Weg nach Boston zu berichten.
Diana Chapman Walsh, die spätere Präsidentin des Wellesley College, erinnerte sich Jahre später an diesem Tag:

„Das war in meinem letzten Studienjahr in Wellesley. Wie jedes Frühjahr, seit ich auf dem Campus angekommen war, ging ich hinaus, um die Läufer anzufeuern. Aber an diesem Marathontag war irgendetwas anders - wie ein Funke in einer Leitung verbreitete sich die Nachricht, dass eine Frau an der Strecke lief, zu uns allen. Für eine Weile wurde es still im "Kreisch-Tunnel" der Zuschauer. In atemloser Erwartung scannten wir ein Gesicht nach dem anderen, bis kurz vor ihr, durch die aufgeregte Menge hindurch, eine Welle des Erkennens durch die Reihen schoss und wir jubelten, wie wir es nie zuvor getan hatten. Wir brüllten an diesem Tag, weil wir spürten, dass diese Frau mehr getan hatte, als nur die Geschlechtergrenze in einem berühmten Rennen zu durchbrechen...“

Als Gibb die Ziellinie in Boston erreichte, schüttelte der Gouverneur von Massachusetts, John Volpe ihr dort die Hand. Sie erreichte das Ziel in drei Stunden, einundzwanzig Minuten und vierzig Sekunden und lag damit vor zwei Dritteln der Läufer. Am nächsten Morgen stand ihre Leistung auf der Titelseite des Record American, wo die Schlagzeile lautete: „Hub Bride First Gal to Run Marathon“. In einem weiteren Artikel des Record American mit der Überschrift „Roberta Gets Official Support: Females May Run Marathon“, schrieb Jack Kendall:

„Roberta, die Läuferin, könnte Bostons sagenumwobenen BAA-Marathon revolutionieren - und damit auch jeden anderen Langstreckenlauf, der im Land veranstaltet wird. Selbst als die Beschwerden nach dem zermürbenden 26-Meilen- und 385-Yards-Lauf am Dienstag abklangen, wuchs die Aufregung über das Eindringen einer Frau in eine bisher reine Männerdomäne.
(...)
Aber ein Sprecher der New England Amateur Athletic Union hat bereits entschieden, dass es vielleicht doch eine Frauenwelt ist.
Er plant, sich persönlich an die nationale Zentrale der Organisation zu wenden und eine Aussetzung der NAAU-Regeln zu erwägen, damit eine Frau, die am Marathon teilnehmen möchte, dies tun kann.
Seiner Meinung nach wäre die einzige Möglichkeit, die Regel zu umgehen, die Aussetzung der Regeln.“

In einem Artikel des „Boston Traveler“ vom 20. April 1966, dem Tag nach dem Marathon, wird Renndirektor Will Cloney zitiert, der die Echtheit der Teilnahme von Gibb in Frage stellt. „Frau Bingay (Gibb) ist beim gestrigen Marathon nicht mitgelaufen. So etwas wie einen Marathon für eine Frau gibt es nicht. Sie hat vielleicht an einem Straßenrennen teilgenommen, aber nicht an einem Marathon. Ich habe keine Kenntnis, dass diese Frau gelaufen ist. Sie war an keinem unserer Kontrollpunkte und keiner unserer Kontrolleure hat sie gesehen. Soweit ich weiß, könnte sie am Kenmore Square eingestiegen sein.“ Darauf angesprochen, sagte Frau Bingay (Gibb): „Wenn Sie mir nicht glauben, fragen Sie die Läufer, die mich gesehen haben. Oder die Zuschauer, die mich angefeuert haben. Ich möchte mich nicht auf eine öffentliche Debatte mit Herrn Cloney darüber einlassen. Wenn er mir nicht glaubt, dann ist das seine Sache“.
Die Ausgabe der Sports Illustrated vom 2. Mai 1966 enthielt einen Artikel von Gwilym S. Brown mit dem Titel „A Game Girl In A Man's Game“:

„Letzte Woche startete eine hübsche 23-jährige Blondine namens Roberta Gibb Bingay nicht nur, sondern legte die 26 Meilen und 385 Yards auch so schnell zurück, dass sie vor nicht weniger als 290 der 415 Teilnehmer ins Ziel kam.“

1967 nahm Gibb, die inzwischen Vollzeitstudentin an der Universität von Kalifornien in San Diego war, erneut teil. Sie erreichte das Ziel in drei Stunden, siebenundzwanzig Minuten und siebzehn Sekunden, fast eine Stunde vor Kathrine Switzer, einer anderen Teilnehmerin. 1968 lief Gibb erneut und beendete den Lauf in drei Stunden und dreißig Minuten als Erste unter einer wachsenden Zahl von Frauen, zu denen auch Carol Ann Pancko, Elaine Pedersen und Marjorie Fish gehörten. In den Jahren 1969, 1970 und 1971 war Sara Mae Berman die Siegerin bei den Frauen, und 1972 gewann Nina Kuscsik den ersten offiziell anerkannten Lauf für Frauen.
1996, anlässlich des 100. Boston-Marathons und des 30. Jahrestages von Gibbs erstem Lauf, würdigte die Boston Athletic Association offiziell ihre drei Siege in den Jahren 1966, 1967 und 1968 und verlieh ihr eine Medaille. Ihr Name wurde zusammen mit den Namen der anderen Gewinner auf dem Boston-Marathon-Denkmal am Copley Square eingraviert.
Im Jahr 2016 war Gibb der Grand Marshall des Boston-Marathons. Die damalige Siegerin, Atsede Baysa, schenkte Gibb ihre Trophäe; Gibb sagte, sie werde 2017 in Baysas Heimatland Äthiopien reisen und ihr die Trophäe zurückgeben. Wie sich herausstellte, kam Baysa nach Boston und Gibb gab ihr die Trophäe zu diesem Zeitpunkt zurück.

### Medien und Ehrungen
Gibb selbst schuf die 12-Zoll-Bronzefiguren eines rennenden Mädchens mit Pferdeschwanz, die als Trophäen an Joan Benoit Samuelson, Julie Brown und Julie Isphording, die drei besten Marathonläuferinnen bei den Olympischen Spielen 1984 in den USA, verliehen wurden. Samuelson äußerte sich zu ihrer Trophäe wie folgt: „Es gibt nur drei auf der Welt. Sie ist unersetzlich.“
Gibb hat ihre Memoiren unter dem Titel Wind in the Fire: A Personal Journey sowie ein Buch mit dem Titel 26.2 Essays: An Inspiring New World View. verfasst. Sie wurde in das Who's Who of American Women, das Who's Who in America und das Who's Who in the World aufgenommen. 1982 wurde sie in die Hall of Fame des Road Runners Club of America für Langstreckenläufe aufgenommen. Sie wurde für Nachrichtensendungen und Dokumentationen auf ABC, CBS, NBC, ESPN und HBO interviewt. Sie war 1999 in der HBO-Sportdokumentation Dare to Compete: The Struggle of Women in Sports" zu sehen. Im Jahr 2000 produzierte sie eine Dokumentation über ihre Kunst und das Laufen mit dem Titel Where the Spirit Leads. Gibb erhielt 2009 den Tufts University Athletics Distinguished Achievement Award und wurde 2011 in die The Sports Museum of New England Hall of Fame aufgenommen. Ihr Special Achievement Award wurde von Joan Benoit Samuelson bei der 10. jährlichen Veranstaltung "The Tradition" des Sportmuseums am 28. Juni 2011 überreicht. Gibb ist zudem Mitarbeiterin am Cecil B. Day Neuromuscular Laboratory, wo sie an der Erforschung der Ursachen und der Heilung von neurodegenerativen Krankheiten, insbesondere der amyotrophen Lateralsklerose, arbeitet. Sie lebt in San Diego und Boston.